# Michaił Rabinowicz
Michaił Władimirowicz Rabinowicz (ros. Михаил Владимирович Рабинович, biał. Міхаіл Уладзіміравіч Рабіновіч, Michaił Uładzimirawicz Rabinowicz; ur. 24 września?/7 października 1901 w Brześciu, zm. 27 grudnia 1977) – radziecki wojskowy, generał major.

## Życiorys
Urodził się 7 października (24 września st.st.) 1901 roku w Brześciu, w Imperium Rosyjskim. W 1928 roku ukończył kursy „Wystrieł”, w 1931 roku – kursy broni pancernej. W 1942 roku uzyskał stopień wojskowy generała majora wojsk pancernych. Od 1919 roku służył w szeregach Armii Czerwonej. Brał udział w wojnie domowej w Rosji na frontach Południowo-Zachodnim, Południowym i Zachodnim. W latach 1939–1940 uczestniczył w wojnie fińsko-radzieckiej. Po wybuchu wojny niemiecko-radzieckiej w 1941 roku walczył na frontach: Karelskim, Północno-Zachodnim i 2. Białoruskim jako dowódca wojsk pancernych i zmechanizowanych armii, a następnie frontu. Od 1944 roku pracował w aparacie centralnym Ludowego Komisariatu Obrony ZSRR. W latach 1946–1954 służył w wojsku.